# 1471 Tornio
1471 Tornio (1938 SL1) là một tiểu hành tinh vành đai chính được phát hiện ngày 16 tháng 9 năm 1938 bởi Y. Vaisala ở Turku.